# Marc Torrejón
Marc Torrejón Moya (Barcelona, 18 de fevereiro de 1986) é um futebolista espanhol que atua como zagueiro. Aualmente joga pelo Union Berlin.

## Carreira
Torrejon começou a carreira no Espanyol.